# Цюпа Іван Антонович
Іва́н Анто́нович Цю́па (16 (29) жовтня 1911 , Бірки, Полтавська губернія  — 19 березня 2004 , Київ ) — український письменник, публіцист. В своїх творах часто підписувався Іван Бірка, Юрій Колос, Іван Мар'яненко, Мар'ян Барвінчук.

## Біографія
Народився 16 (29) жовтня 1911 року в селі Бірки, тепер Зіньківський район, Полтавська область, Україна. Батько майбутнього письменника працював у волревкомі й комітеті незаможних селян продкомісаром. Після закінчення Громадянської війни він стає одним з організаторів першої в Зіньківському повіті комуни «Перемога», сім'я переселяється на комунівський хутір. Комунарівський пастух Іван Цюпа в ті роки стає піонером.
За комнезамівською путівкою вступає до Зіньківської сільськогосподарської профтехшколи. Тут Цюпа робить перші кроки в літературі, зокрема в 1927 році публікує в газеті «Більшовик Полтавщини» нарис «Бірківський бій». Співпрацює з письменником Пилипом Капельгородським, який надає творчу допомогу молодому літератору.
На початку 1930-х Цюпа працює секретарем в комсомольського осередку в селах Зіньківщини, закінчує курси при ЦК ЛКСМУ. Як пригадує М. Черевань, колишній секретар Зіньківського РК ЛКСМУ, під час приїзду до району Павла Постишева було відзначено роботу комсомольців села Грунь. Бригадирові передової комсомольської бригади Івану Цюпі навіть було подаровано годинник, який Постишев зняв зі своєї руки.
В 1935 році закінчив заочний відділ Харківського комуністичного інституту журналістики.
Працював у пресі (Красноград, Полтава). Часто приїздив до Краснограда. Спілкувався з працівниками редакції райгазети, учнями шкіл, студентами середніх навчальних закладів.
Як письменник формувався у Краснограді, працюючи в районній газеті «Соціалістична перебудова».
За безпідставними звинуваченнями дев'ять місяців провів за ґратами. Про цей епізод у біографії письменника розповідають у своїх творах полтавський історик Віктор Ревегук та журналіст «Сільських вістей» Андрій Мельничук. Очевидно, саме побачене й почуте у в'язниці обласного управління НКВС надихнуло Івана Цюпу до написання кнги «В пазурях єжовщини».

Могила Івана Цюпи, Байкове кладовище

Згадуючи батька, Ярослав Цюпа, зокрема, розповідає про особливості його світогляду та маловідомі факти з життєпису:
|  | Він завжди хотів, щоб Україна була самостійною, але в межах Радянського Союзу. Він же людина зовсім іншої закваски, вихованець комсомолу, під Сталінградом його прийняли в партію, він вірив в обіцяне нею світле майбутнє. Надто що його свого часу навіть виключали з комсомолу як куркульського сина. Мій батько розкуркулював свою хрещену матір! І потім розповідав про це у своїх творах. |

22 червня, відразу після реєстрації шлюбу зі студенткою Марією Поляковою, молоде подружжя почуло з репродукторів оголошення про початок війни. В роки війни — на радіостанції імені Т. Г. Шевченка. Працював заступником відповідального редактора газет «Колгоспник України» та «Радянський селянин», заступником відповідального редактора журналу «Вітчизна», а з березня 1952 по 1953 рік — головним редактором журналу «Україна».
Член Спілки письменників СРСР з 1943 року. Член КПРС з 1943 року.
Батько журналіста та письменника Юрія Цюпи.
Помер на 93-му році життя 19 березня 2004 року. Похований разом з родиною на Байковому кладовищі (ділянка № 49б, 50°25′3.12″ пн. ш. 30°30′2.3″ сх. д. / 50.4175333° пн. ш. 30.500639° сх. д.).

## Літературний доробок

Автограф, логотип і дарчий напис Івана Цюпи на машинописі книги «Ненаситні жорна», подарованого Зіньківській центральній районній бібліотеці

У Івана Антоновича багатий літературний доробок — книги оповідань, нарисів і повістей: «Чотири вітри» (1946), «Оновлена земля» (1952), «Видір Кузнець», «Павло Ткачук» (1951), «Переяслав-Хмельницький» (1954), «Дорогами юності» (1957), «Три явори» (1958), «Україна наша Радянська» (1960), «На крилах весен», «Коні воронії» (1961), «Новели рідного краю» (1964), «Україна — рідний край» (1965), «Грона червоного глоду» (1967), «Слово про Леніна» (1970), «Добротворець» (1971), «Василь Сухомлинський» (1973), «Миргородська криниця», «Гомін Дніпровського косогору» (1977), «Рокіт синього моря», «Крила Стрепета» (1986); романів «Брати» (1950), «Назустріч долі» (1956), «Вічний вогонь» (кн. І — 1960, кн. ІІ — 1962), «Грози і райдуги» (1961), «Через терни до зірок» (1966), «Краяни» (1971), «Мужній вершник» (1974) — був відзначений республіканською комсомольською премією ім. М. Островського, «Дзвони янтарного літа» (1981), «Вибране» в 2-х т. (1981), «У серці дзвонять голоси» (1985), «Під вітрами часу» (1986), «На крутих поворотах» (1990). Деякі романи Івана Цюпи перекладались на російську мову, а «Мужній вершник» — перекладений на болгарську мову.
Особливе місце в творчому доробку Івана Цюпи посідав роман «Грози і райдуги» (1961). Твір здобув широку популярність, неодноразово перевидавався українською і російською мовами, дістав високу оцінку критики, читачів, письменників.
Життю сина Михайла Коцюбинського — Юрію, який був репресований сталінським режимом, присвячена історична повість письменника «Через терни до зірок» (1966 р., з наступними перевиданнями у 1970 та 1986 рр.).
У 1995 році вийшла нова книга Івана Цюпи «В пазурах єжовщини», яку він присвятив «світлій пам'яті незабутніх земляків моїх, розчавлених на жорнах тиранії, замучених голодомором, доведених до згуби по тюрмах і таборах, безневинно розстріляних». За років незалежності з'являються книги «Ненаситні жорна» (повість памяті про Голодомор) та «Любисток і полин» (збірка поезій). В районній газеті «Голос Зіньківщини» опублікував поему «Доля», присвячену голові колгоспу «Маяк» Мотроні Пінчук.

## Відзнаки
Іван Цюпа удостоєний:

Копія диплома лауреата Шевченківської премії

- Державної премії імені Тараса Шевченка в галузі журналістики та публіцистики (1985)[10]
- Республіканської премії імені Миколи Островського
- Нагороджений орденами Вітчизняної війни II ступеня (18.04.1991), Дружби народів, медалями.

Меморіальна дошка на фасаді Бірківської загальноосвітньої школи І-ІІІ ступенів імені І. А. Цюпи (демонтовано)

В журналі «Перець» № 21 за 1981 рік розміщено дружній шарж А. Арутюнянца, присвячений 70-річчю митця.

## Вшанування пам'яті
В 2006 році рішенням Зіньківської районної ради ім'я Івана Цюпи було присвоєне Бірківській загальноосвітній школі І-ІІІ ступенів та Бірківській сільській бібліотеці-філіалу.
Рішенням №701 сесії Зіньківської міської ради Полтавського району з назви закладу культури «Бірківська сільська бібліотека-філія імені І.А.Цюпи прибрано ім’я учасника встановлення радянської влади на території Зіньківського повіту на боці ленінської Росії, продкомісара, секретаря ВЛКСМ Івана Цюпи. Відтепер заклад має назву «Бірківська бібліотека-філія».